# Intercités
Pour les articles homonymes, voir IC.
Intercités, créée sous le nom Corail Intercités en janvier 2006, est la marque que la Société nationale des chemins de fer français (SNCF) utilise pour ses trains de grandes lignes hors TGV. Depuis le 2 janvier 2012, avec la fusion de Corail, Téoz, Lunéa et Intercités, la marque désigne tous les « trains classiques » de la SNCF, circulant de jour comme de nuit. Depuis le 13 décembre 2010, l'État est l'autorité organisatrice de ces trains qu'il nomme « trains d’équilibre du territoire » (TET).
Le réseau est principalement organisé de façon radiale (lignes partant de Paris), mais plusieurs liaisons transversales existent entre des métropoles régionales telles que Nantes, Bordeaux, Lyon et Marseille.

## Historique

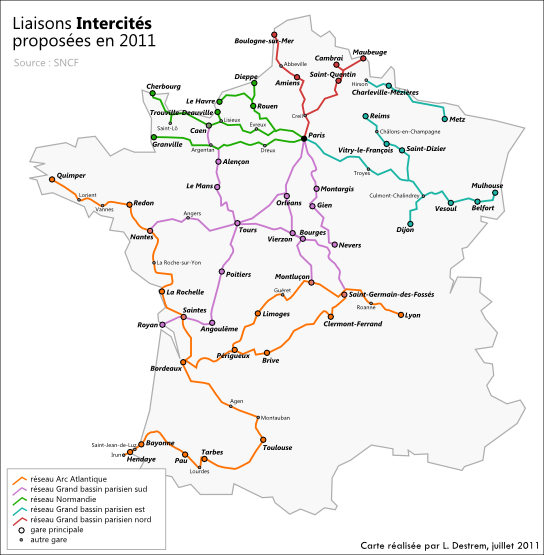
Le réseau de jour en 2011 (hors Téoz).

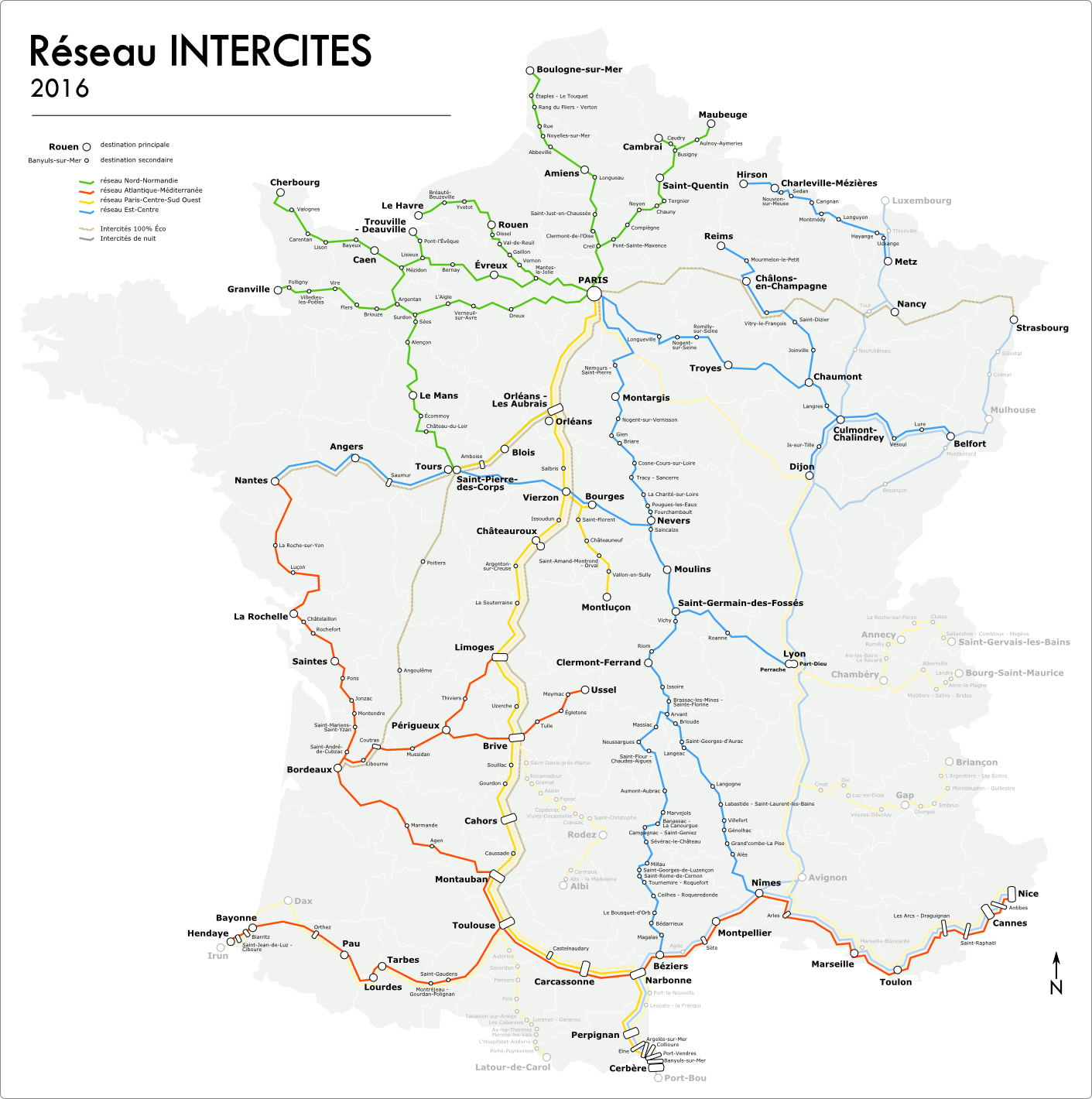
Le réseau en 2016 (lignes de jour, dont les ex-Téoz, et de nuit).

La notion de trains d’équilibre du territoire a été successivement et alternativement commercialisée et connue sous différentes dénominations : trains « grandes lignes », trains « Corail » et « Intercités ».
La marque « Intercités » a été créée pour revitaliser certaines lignes desservies auparavant par les express et rapides « Corail », devenus des « GL » (grandes lignes) puis des « TIR » (trains inter-régionaux). Ces relations d’intérêt national (aménagement du territoire) ne bénéficient pas des financements des régions comme c’est le cas des lignes TER, même si certaines régions ont investi dans la modernisation du matériel.
En raison de l’arrivée progressive de nouveaux matériels remplaçant les rames Corail, le nom Corail Intercités est modifié, fin septembre 2009, en Intercités. L'usage de l'ancien label commercial « Corail », qui fut popularisé à partir des années 1970, devenait de ce fait progressivement obsolète.
En 2012, la marque Téoz (utilisée notamment pour les lignes de grandes distances dépourvues de TGV), représentant une gamme supérieure au Corail « classique », est dissoute, ainsi que la marque Lunéa. Dorénavant, la marque Intercités regroupe l’intégralité des trains de grandes lignes circulant jusqu'à 160 voire 200 km/h.
Dans les années 2010, les trains Intercités subissent une crise majeure : un taux de fréquentation en baisse pour un coût d'exploitation toujours constant, soit une rentabilité en baisse pour la SNCF. Ainsi, de nombreuses lignes de jour ont dû être supprimées ou réduites par rapport à leur parcours initiaux, tandis que les lignes de nuit sont en sursis et ne sont pas à l’abri d'une suppression intégrale ; en effet, la politique du « tout TGV », exercée depuis de nombreuses années, est pointée du doigt[Par qui ?]. Cependant, la SNCF et l’État cherchent des repreneurs privés pour les lignes de nuit, pendant qu'ils envisagent concomitamment de confier aux régions certaines lignes de jour (à l’instar des TER).
En 2016, des accords de transfert ont été signés avec six des treize nouvelles régions administratives : Grand Est, Centre-Val de Loire, Occitanie, Nouvelle-Aquitaine, Hauts-de-France et Normandie.

### Évolution
Un programme de rénovation et de facilitation d’usage (réservation non obligatoire et train accessible avec l’ensemble de la tarification SNCF, y compris prix d’appel Prem’s) a été lancé par la SNCF. Les trains des lignes Paris – Caen – Cherbourg et Paris – Lisieux – Trouville-Deauville (lancés sous le nom de Corail Intercités Normandie) ont bénéficié de la rénovation complète, grâce au financement conjoint de la région Basse-Normandie et de la SNCF.
Les Intercités étant pour la plupart des trains déficitaires de la SNCF, celle-ci espérait, dans un avenir proche, un cofinancement régional pour leur maintien. La convention d’exploitation des trains d’équilibre du territoire, signée le 13 décembre 2010, a répondu à cette crainte d’une extinction à long terme. L'État, désormais autorité organisatrice des TET, a pour mission de suivre la bonne exécution de cette convention (en termes d’exécution du service, de respect du plan de transport, de rénovation du matériel roulant et de suivi budgétaire). Une nouvelle convention, pour la période 2022-2031, est signée le 17 mars 2022 ; c'est la dernière de gré à gré avec SNCF Voyageurs.
La suppression de certaines liaisons pourrait avoir un impact sur la mobilité dans certains territoires, où elles représentent le seul mode de transport en commun pour atteindre des grandes villes.
L’âge grandissant des voitures Corail (de vingt-deux à trente-quatre ans) plaide désormais pour une commande massive de nouveau matériel afin d’assurer l’avenir de ce type de relations, dont le Grenelle de l'environnement promet le maintien, au service de l’aménagement du territoire. En 2013, le gouvernement annonce un investissement de 400 millions d'euros pour le renouvellement du matériel.
En février 2015, la Cour des comptes considère que la réforme de 2010-2011 a conduit à une « gestion sans ambition », où la société de transport souhaite réduire l'offre pour réduire les déficits. Cette situation ne permet pas à l’État, aux régions et à SNCF Mobilités de sortir de leurs négociations stériles.
En 2015, les TET se trouvent parfois en concurrence avec les TER, et parfois à mi-chemin entre les TER et les TGV. Ils correspondent à des usages hétérogènes :
- des lignes à caractère pendulaire, dans le Bassin parisien ;
- des lignes radiales de longue distance, pour des trajets de loisir ;
- des lignes transversales de longue distance, comme Nantes – Lyon ;
- des lignes interrégionales plus courtes, comme Caen – Tours ;
- des lignes de nuit.

Pour certaines lignes, la lisibilité entre TER et TET n'est pas claire. Entre 1985 et 2015, le contexte du transport en France a en outre connu des mutations importantes : TGV, construction du réseau autoroutier, progression du trafic respectif des aéroports de Nice et de Toulouse, développement des lignes régulières d'autocar et du covoiturage. Cela conduit à une réduction des besoins de transport avec les TET. Entre 1994 et 2015, personne n'a voulu ni financer le déficit de ces lignes ni accepter leur disparition.
En mai 2015, une note interne de la SNCF préconise une réduction du nombre de trains Intercités avec la suppression totale des Intercités de nuit (ex-Lunéa), mais également de certaines lignes et de plusieurs arrêts intermédiaires. En 2015, la flotte Intercités est composée de 2 057 voitures et 364 locomotives ; l'âge moyen du parc est de 33,5 ans. Le réseau Intercités dessert 335 villes, fait circuler 320 trains par jour (dont 20 de nuit) et transporte quotidiennement 100 000 voyageurs. Le réseau est cependant déficitaire de 276 millions d'euros.
La SNCF fait circuler, en 2015, 1 412 voitures Corail de jour et 347 voitures Corail de nuit. La disponibilité des voitures de nuit passera sous les 222 nécessaires pour assurer les besoins impératifs du trafic dès 2016, et sous les 1 000 pour les voitures de jour en 2018.
Les trains Intercités regagnent des clients au début de l'année 2017, avec 5 % de voyageurs en plus par rapport à 2016. Le chiffre d'affaires est lui aussi très légèrement en hausse (+ 2,2 %). Cette augmentation représente une inversion de tendance, alors que le trafic Intercités avait tendance à reculer de 6 % par an. Cette amélioration s'explique notamment par la refonte de l'offre commerciale de la SNCF, en particulier l'augmentation du volume de billets « 100 % éco », dont le prix moyen est de 26 €. Le taux moyen de remplissage des Intercités reste cependant très médiocre, à 56 %.

#### Transferts aux régions (2017-2020)
Entre 2017 et 2020, six régions reprennent la gouvernance et le financement de 17 lignes. L'État reste ainsi l'autorité organisatrice de trois lignes structurantes au niveau national (Paris-Austerlitz – Les Aubrais – Limoges – Toulouse, Paris-Bercy – Clermont-Ferrand et Bordeaux – Toulouse – Marseille) et de trois autres lignes pour l'aménagement du territoire (Nantes – Bordeaux, Nantes – Saint-Pierre-des-Corps – Lyon et Toulouse – Bayonne – Hendaye). En contrepartie de ce transfert, l'État maintient un engagement financier au travers de compensations partielles du déficit d’exploitation ou de contributions au renouvellement du matériel roulant ; les modalités sont propres à chaque région.
Par ailleurs, deux lignes de trains de nuit (Paris-Austerlitz – Briançon et Paris-Austerlitz – Rodez / Latour-de-Carol) sont également conservées par l'État, les autres n'ayant pas trouvé de repreneur.

#### Premières ouvertures à la concurrence (après 2022)
Certaines lignes de « trains d'équilibre du territoire » sont inscrites dans une logique d'ouverture à la concurrence. Ainsi, le premier appel d'offres est lancé en janvier 2019, pour un lot de deux lignes dont le nouvel opérateur devrait être choisi à l'automne 2020, soit au minimum seize mois avant leur reprise par ledit opérateur (début 2022) : Nantes – Bordeaux et Nantes – Lyon, cet opérateur devant les exploiter pendant une période de dix ans. Même si des trains neufs seront mis à disposition par l'État pour assurer les dessertes, l'exploitant devra néanmoins s'occuper de leur maintenance, de la politique commerciale et tarifaire, ainsi que de la vente des titres de transport (qui pourraient être effectuées par des sous-traitants). La maintenance du matériel roulant pourra être réalisée soit dans le technicentre de la SNCF à Nantes, soit dans « un nouvel atelier à réaliser par le titulaire dont la propriété reviendra à l’État à la fin du contrat de service public ». Les compagnies intéressées ont jusqu'au 28 février 2020 pour manifester leur intérêt. La SNCF, qui exploite en 2020 les deux lignes, et son concurrent Transdev ont déjà fait savoir qu'ils seraient candidats. Chaque année, ces lignes, pour lesquelles l'État verse 25 millions d'euros de subventions, transportent un million de voyageurs. Finalement, elles resteraient dans le giron de la SNCF, car aucun concurrent potentiel n'a effectué une offre ; toutefois, l'État souhaite repasser un appel d'offres une fois que la situation sanitaire (et économique), liée à la pandémie de Covid-19, se sera améliorée. La procédure d'appel d'offres est donc relancée en 2022.
Par ailleurs, les autres lignes du réseau Intercités demeurent exploitées par la SNCF (car elles ne sont pas ouvertes à la concurrence).

### Identité visuelle

Logo de Corail Intercités, de janvier 2006 à septembre 2009.
Logo d'Intercités de septembre 2009 à février 2010.
Logo d'Intercités de février 2010 à janvier 2012.
Logo d'Intercités depuis janvier 2012.

## Réseau actuel
Dans les années 2020, le réseau se compose des lignes listées dans les paragraphes ci-dessous (les liaisons supprimées — ou reprises par les régions, voire par un autre service commercial — sont, quant à elles, mentionnées dans la section ad hoc).
plan du réseau en 2025: https://www.sncf-voyageurs.com/medias-publics/2025-01/intercites-carte-destinations-2025.pdf

### Relations desservant Paris

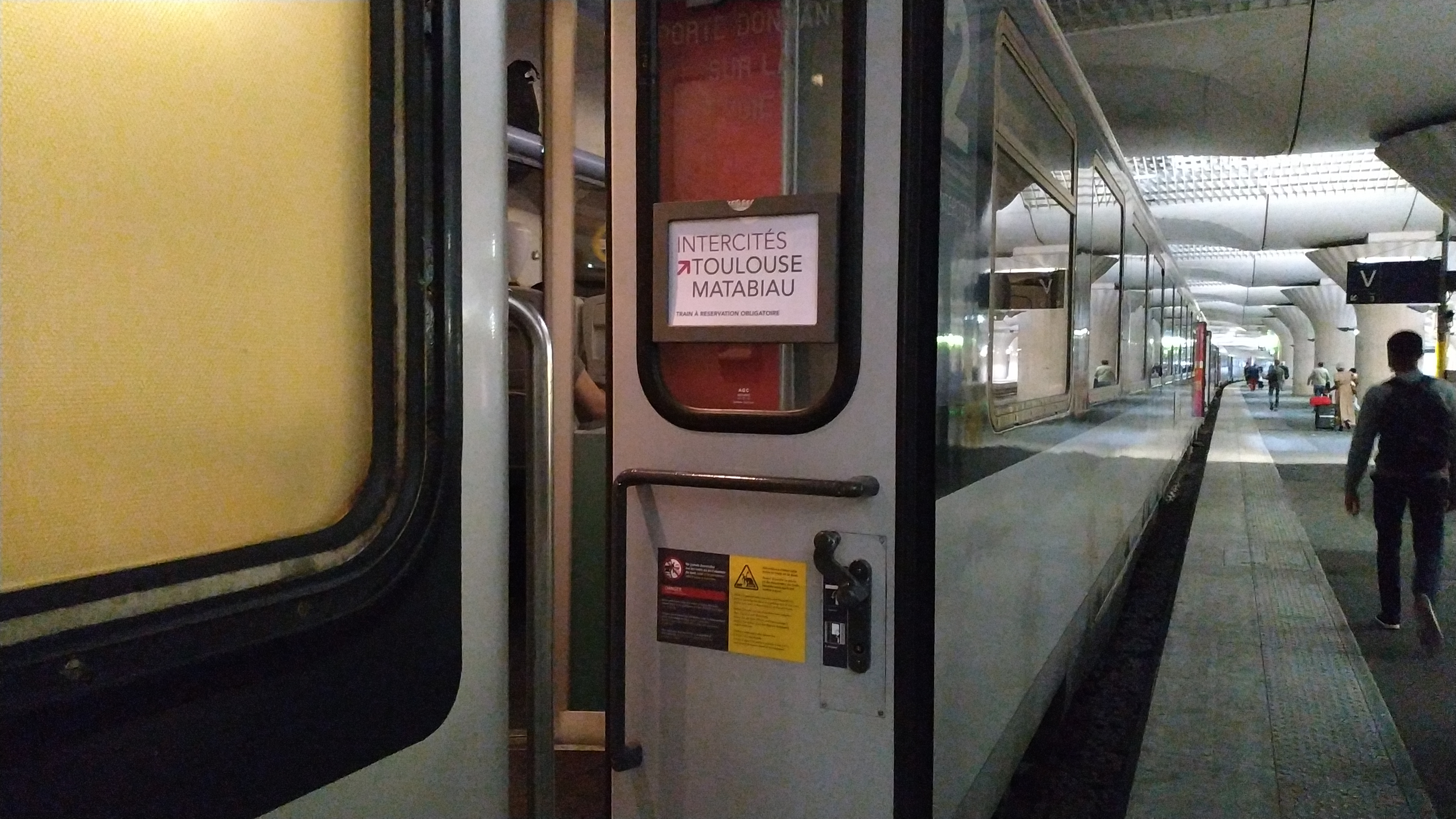
Intercités stationnant à Paris-Austerlitz.

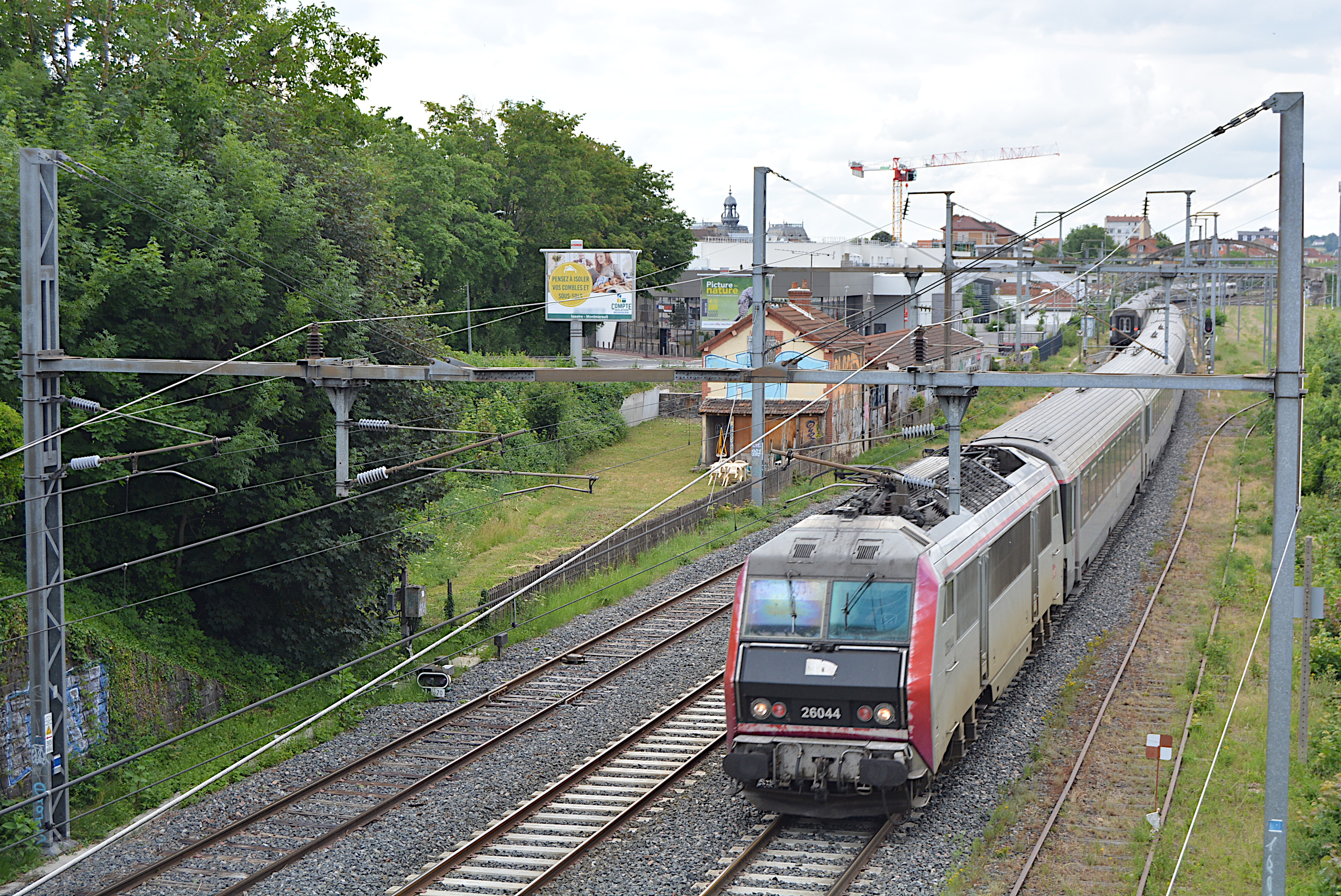
La quittant Vichy, en tractant le train Paris – Clermont-Ferrand.

- Paris-Austerlitz :
  - Paris – Les Aubrais – Châteauroux – Limoges – Brive-la-Gaillarde – Cahors – Montauban – Toulouse (liaison diurne),
  - Paris – Les Aubrais – Cahors – Montauban – Toulouse (Intercités de nuit),
  - Paris – Nîmes – Montpellier – Narbonne – Perpignan – Cerbère (Intercités de nuit qui continuait vers Portbou, uniquement dans le sens aller, jusqu'en juillet 2022[12] ; passait par Les Aubrais et Carcassonne jusqu'en décembre 2023, bien que cet itinéraire doit être restauré après des travaux liés au Grand projet ferroviaire du Sud-Ouest[13]),
  - Paris – Les Aubrais – Foix – Latour-de-Carol (Intercités de nuit),
  - Paris – Les Aubrais – Dax – Bayonne – Pau – Lourdes – Tarbes (Intercités de nuit, supprimé de juin 2017 à décembre 2021 ; le prolongement à Hendaye, anciennement La Palombe Bleue, est rétabli en période estivale à partir du 2 juillet 2022[14], mais est de nouveau supprimé depuis le service annuel 2024 en raison d'un changement d'itinéraire pendant huit ans qui, comme précédemment, est lié aux travaux du GPSO[15]),
  - Paris – Figeac – Rodez (Intercités de nuit ; prolongée à Albi les vendredis dans le sens aller, où elle est amorcée les dimanches dans le sens retour),
  - Paris – Aurillac (Intercités de nuit),
  - Paris – Marseille-Blancarde – Toulon – Cannes – Nice (Intercités de nuit, supprimé de décembre 2017 à mai 2021 ; ex-Train Bleu[16]),
  - Paris – Gap – Briançon (Intercités de nuit) ;

- Paris-Bercy-Bourgogne-Pays d'Auvergne – Nevers – Clermont-Ferrand (cf. la ligne Paris - Clermont-Ferrand).

### Liaisons transversales
- Bordeaux – Toulouse – Montpellier – Nîmes – Marseille-Saint-Charles (liaison auparavant nommée « Le Grand Sud » ; continuait vers Nice, jusqu'en décembre 2017) ;
- Toulouse – Tarbes – Lourdes – Pau – Bayonne – Biarritz – Hendaye (entre Bayonne et Hendaye, la desserte avait été supprimée en 2016 ; elle est restaurée à partir de décembre 2019, mais uniquement pour un aller-retour quotidien[17]) ;
- Nantes – La Roche-sur-Yon – La Rochelle – Bordeaux (anciennement Quimper / Rennes – Nantes – Bordeaux et Nantes – Bordeaux – Toulouse, jusqu'en décembre 2015) ;
- Nantes – Saint-Pierre-des-Corps – Nevers – Lyon-Perrache ;
- Nancy – Dijon – Lyon-Perrache (cette liaison, restaurée en décembre 2024[18], avait pour origine Metz lors de son remplacement initial par un TGV en décembre 2011, ce dernier ayant quant à lui été supprimé en décembre 2018) ;
- Clermont-Ferrand – Neussargues – Millau – Béziers (L'Aubrac).

## Lignes supprimées (ou remplacées)
Les lignes commerciales — labellisées « Grandes Lignes », « Corail », Téoz, Corail Intercités ou surtout Intercités, voire Intercités de nuit ou Intercités 100 % Éco — entièrement supprimées ou remplacées sont les suivantes (listes non exhaustives), avec les dates des dernières circulations des trains concernés.

### Depuis ou vers Paris

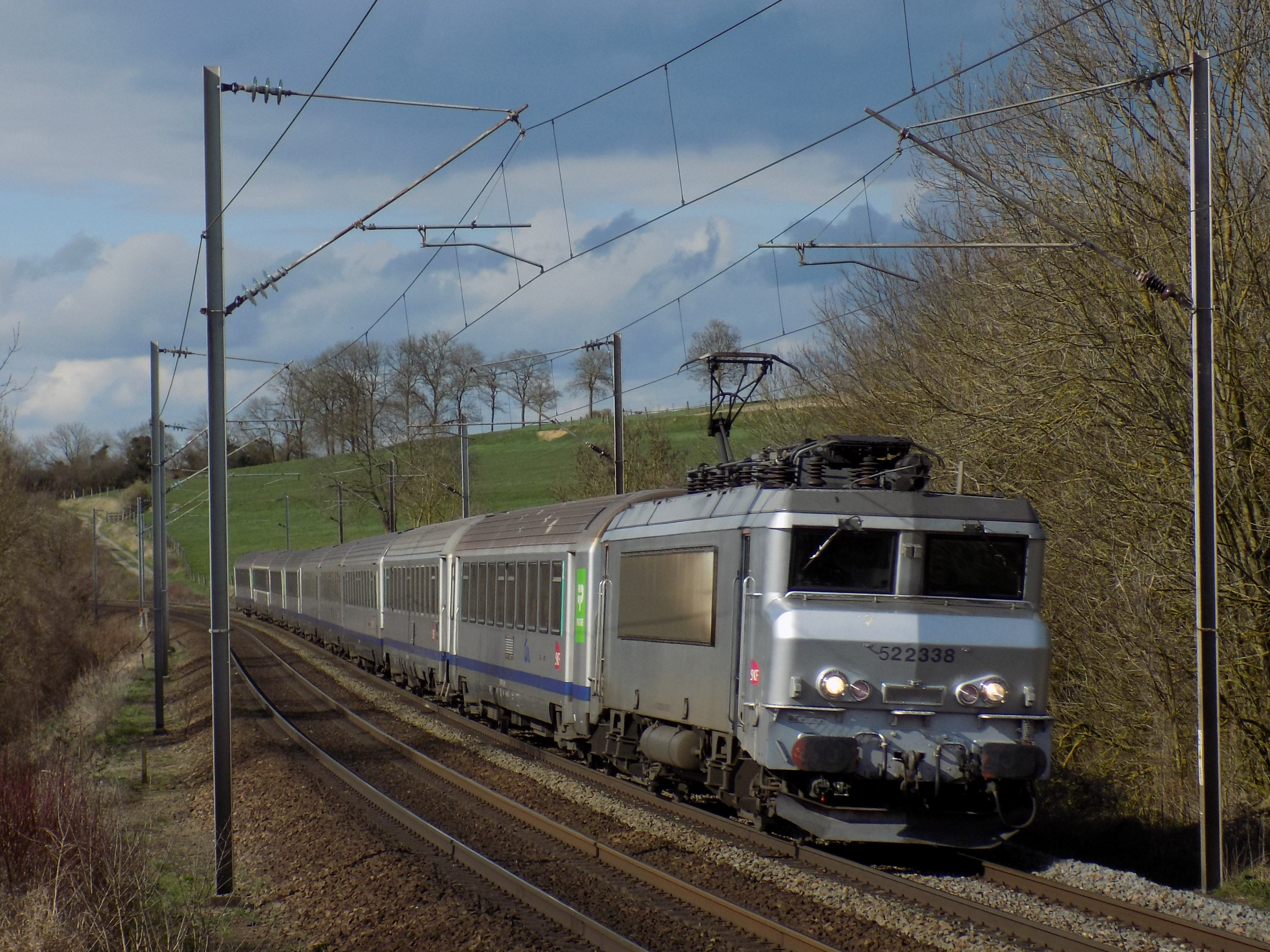
Un Intercités près de La Hérelle (Oise), en avril 2016. Il effectue la liaison Amiens – Paris, devenue un TER en janvier 2019.

- Paris-Montparnasse – Saint-Gilles-Croix-de-Vie : le 15 juin 2003 ;
- Paris-Nord – Lille – Tourcoing, vaincue par la concurrence du TGV (circulant sur la LGV Nord) à la fin de l'année 1999[19]. Néanmoins, un TER Paris – Lille, reprenant l'itinéraire de l'ancienne liaison classique, est créé en janvier 2021[20] ;
- Paris-Est – Reims – Charleville-Mézières / Sedan : le 9 juin 2007, la veille de la mise en service de la LGV Est européenne ;
- Paris-Est – Metz – Thionville – Luxembourg : le 9 juin 2007, la veille de la mise en service de la LGV Est européenne ;
- Paris-Est – Nancy – Épinal – Remiremont : le 9 juin 2007, la veille de la mise en service de la LGV Est européenne ;
- Paris-Austerlitz – Royan : supprimée au service d'été 2014, cette liaison pourrait être recréée sous forme de TGV (à la suite des travaux d'électrification de la section Angoulême – Saintes – Royan, en projet)[21] ;
- Paris-Saint-Lazare – Saint-Lô, en décembre 2010 (cette liaison avait été créée en décembre 2008, par prolongement d'un train Paris – Caen[22]) ;
- Paris-Saint-Lazare – Rouen – Dieppe, à l'été 2014 (elle est néanmoins restaurée en décembre 2019, en tant que TER, par la région Normandie) ;
- Paris-Austerlitz – Cerbère (ligne de jour), en décembre 2015 ;
- Paris-Austerlitz – Chambéry – Saint-Gervais-les-Bains / Bourg-Saint-Maurice, en septembre 2016 ;
- Paris-Est – Troyes – Belfort – Mulhouse (Bâle jusqu'en juin 2007). Cette liaison, qui fut limitée à Belfort de décembre 2011 à décembre 2017, est gérée par la région Grand Est depuis janvier 2018[3] (les trains concernés sont devenus des TER en septembre 2018[23]) ;
- Paris-Est – Troyes – Culmont-Chalindrey – Dijon. De la même manière que la précédente, cette liaison est gérée par la région Grand Est depuis janvier 2018 (les trains concernés sont également devenus des TER en septembre 2018) ;
- Paris-Nord – Longueau – Amiens – Abbeville – Boulogne-sur-Mer (Calais jusqu'au 18 juin 2002[24]). Cette liaison est gérée par la région Hauts-de-France depuis janvier 2019[3], date à laquelle les trains concernés sont devenus des TER (proposant uniquement la seconde classe)[25]. La région rétablit le terminus à Calais[26] (toutefois, cela est effectif à partir de septembre 2019) ;
- Paris-Nord – Creil – Compiègne – Tergnier – Saint-Quentin – Maubeuge / Cambrai. De la même manière que la précédente[3], les trains de cette liaison sont devenus des TER (proposant uniquement la seconde classe) de la région Hauts-de-France en janvier 2019[25],[26] ;
- Paris-Bercy – Montargis – Cosne-Cours-sur-Loire – Nevers. Cette liaison est reprise par la région Centre-Val de Loire en janvier 2018[3] (les trains concernés sont devenus des TER en mai 2019) ;
- Paris-Austerlitz – Les Aubrais – Orléans / Tours (ex-« Aqualys »). Ces liaisons sont également reprises par la région Centre-Val de Loire en janvier 2018[3] (les trains concernés sont aussi devenus des TER en mai 2019) ;
- Paris-Austerlitz – Les Aubrais – Vierzon – Bourges (Montluçon jusqu'en décembre 2018[27] ; Ussel jusqu'en 2008). Cette liaison, gérée par la région Centre-Val de Loire depuis janvier 2018[3], a vu ses trains catégorisés TER en mai 2019 ;
- Paris-Est – Nancy – Strasbourg. Initialement supprimée en juin 2007 lors de la mise en service de la LGV Est européenne, cette liaison est restaurée sous forme d'un Intercités 100 % Éco entre décembre 2015 et mai 2019. Toutefois, un TER effectue le même trajet depuis décembre 2018[28] ;
- Paris-Austerlitz – Bordeaux (uniquement des Intercités 100 % Éco). Comme la précédente, cette liaison disparaît en mai 2019[28] ;
- Paris-Saint-Lazare – Rouen – Le Havre. Cette liaison est gérée par la région Normandie depuis janvier 2020[3] ;
- Paris-Saint-Lazare – Lisieux – Caen – Cherbourg. Comme la précédente, cette liaison est gérée par la région Normandie depuis janvier 2020[3] ;
- Paris-Saint-Lazare – Lisieux – Trouville-Deauville. Cette liaison est aussi gérée par la région Normandie depuis janvier 2020 ;
- Paris-Saint-Lazare – Évreux – Serquigny. Cette liaison est également gérée par la région Normandie depuis janvier 2020[3] ;
- Paris-Montparnasse-Vaugirard – Argentan – Granville (cf. la ligne de Paris à Granville). Cette liaison est gérée par la région Normandie depuis janvier 2020[3] ;
- Paris-Austerlitz – Les Aubrais – Saint-Pierre-des-Corps – Poitiers – La Rochelle (uniquement des Intercités 100 % Éco ; circule en période estivale). Cette liaison est supprimée en 2020 ;
- Paris-Austerlitz – Les Aubrais – Saint-Pierre-des-Corps – Nantes (uniquement des Intercités 100 % Éco ; prolongée jusqu'au Croisic, via Saint-Nazaire et La Baule-Escoublac, en période estivale). Comme la précédente, elle disparaît en décembre 2020, mais le tronçon Paris – Nantes est repris par le réseau Ouigo Train Classique en avril 2022 ;
- Paris-Bercy – Dijon – Lyon-Part-Dieu – Grenoble (uniquement des Intercités 100 % Éco), également interrompue en décembre 2020 (néanmoins, le tronçon Paris – Lyon est intégré au service Ouigo Train Classique entre avril 2022 et décembre 2024).

### Inter-régions

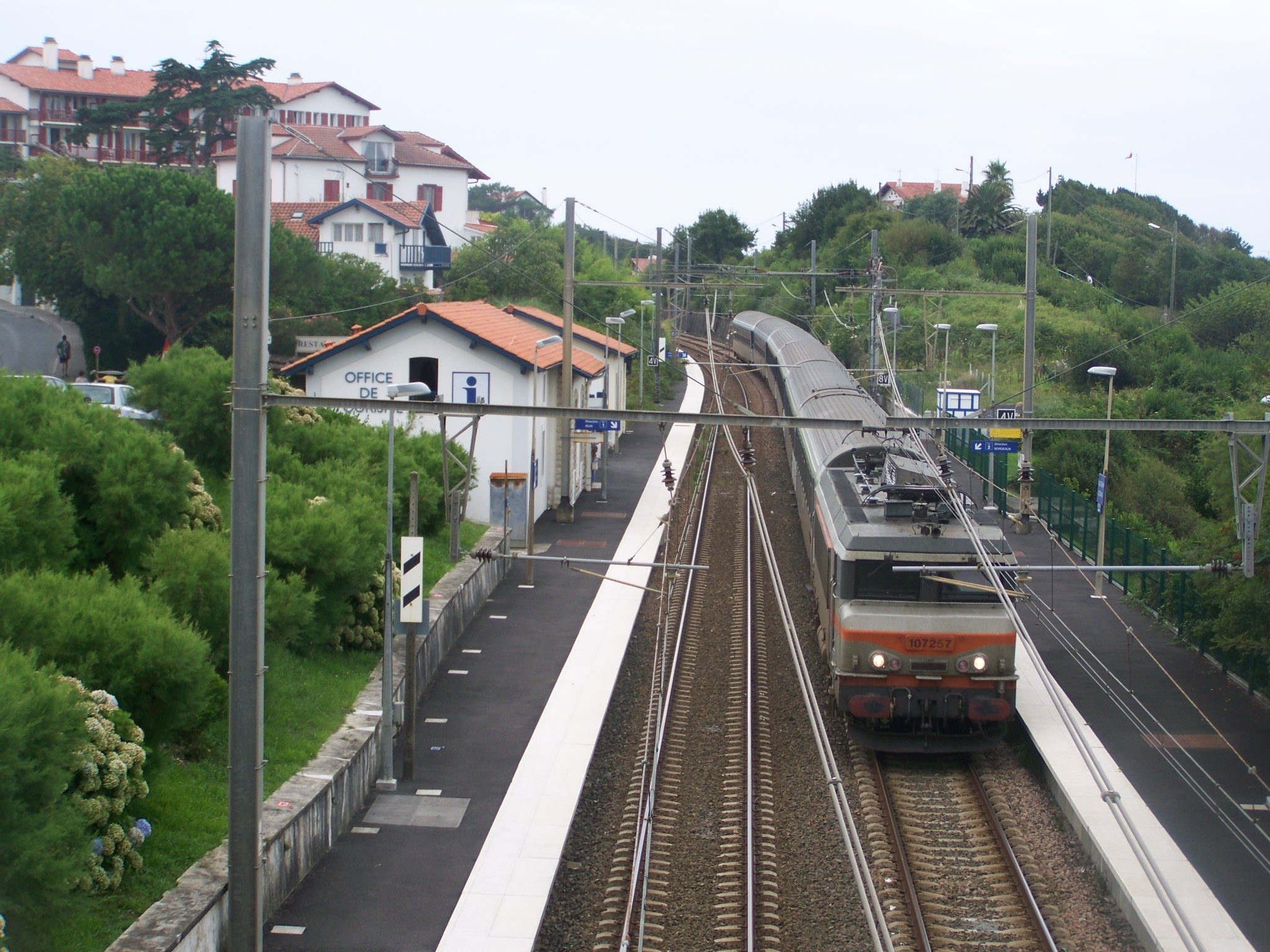
Un train de nuit traverse la gare de Guéthary, en août 2011. Il effectue la liaison Hendaye – Genève, depuis supprimée.

- Lille – Amiens – Rouen (remplacée par un TER, en décembre 2004)[29] ;
- Lille – Metz – Strasbourg (anciennement Calais – Bâle), en décembre 2004 ;
- Lille – Longueau – Nice, en juin 2009 ;
- Lyon-Part-Dieu – Strasbourg lors de la mise en service, le 11 décembre 2011, de la LGV Rhin-Rhône ;
- Genève – Hendaye – Irun, en décembre 2012 ;
- Nice – Bordeaux – Hendaye – Irun, en décembre 2013 ;
- Luxembourg – Nice et Luxembourg / Strasbourg – Cerbère (soit trois branches du « Quadritranche »), en juin 2016 ; le terminus à Portbou avait été antérieurement supprimé, en décembre 2015 ;
- Strasbourg – Nice (soit la dernière branche du « Quadritranche »), en septembre 2016 ;
- Lyon-Perrache – Bordeaux (Le Ventadour ; cf. la ligne de Lyon à Bordeaux), réduite à la desserte Clermont-Ferrand – Bordeaux, puis à Ussel – Bordeaux (à la suite de la fermeture du tronçon Laqueuille – Eygurande-Merlines, en juillet 2014). Repris par la région Nouvelle-Aquitaine[3], ce train devient un TER en janvier 2018, limité ultérieurement au trajet Tulle – Brive-la-Gaillarde – Bordeaux ;
- Clermont-Ferrand – Alès – Nîmes (Le Cévenol). Repris par la région Occitanie[3], ce train devient un TER en janvier 2018 ;
- Caen – Le Mans – Tours (cf. la ligne de Caen à Tours). Cette liaison est gérée par la région Normandie depuis janvier 2020[3].

## Matériel roulant

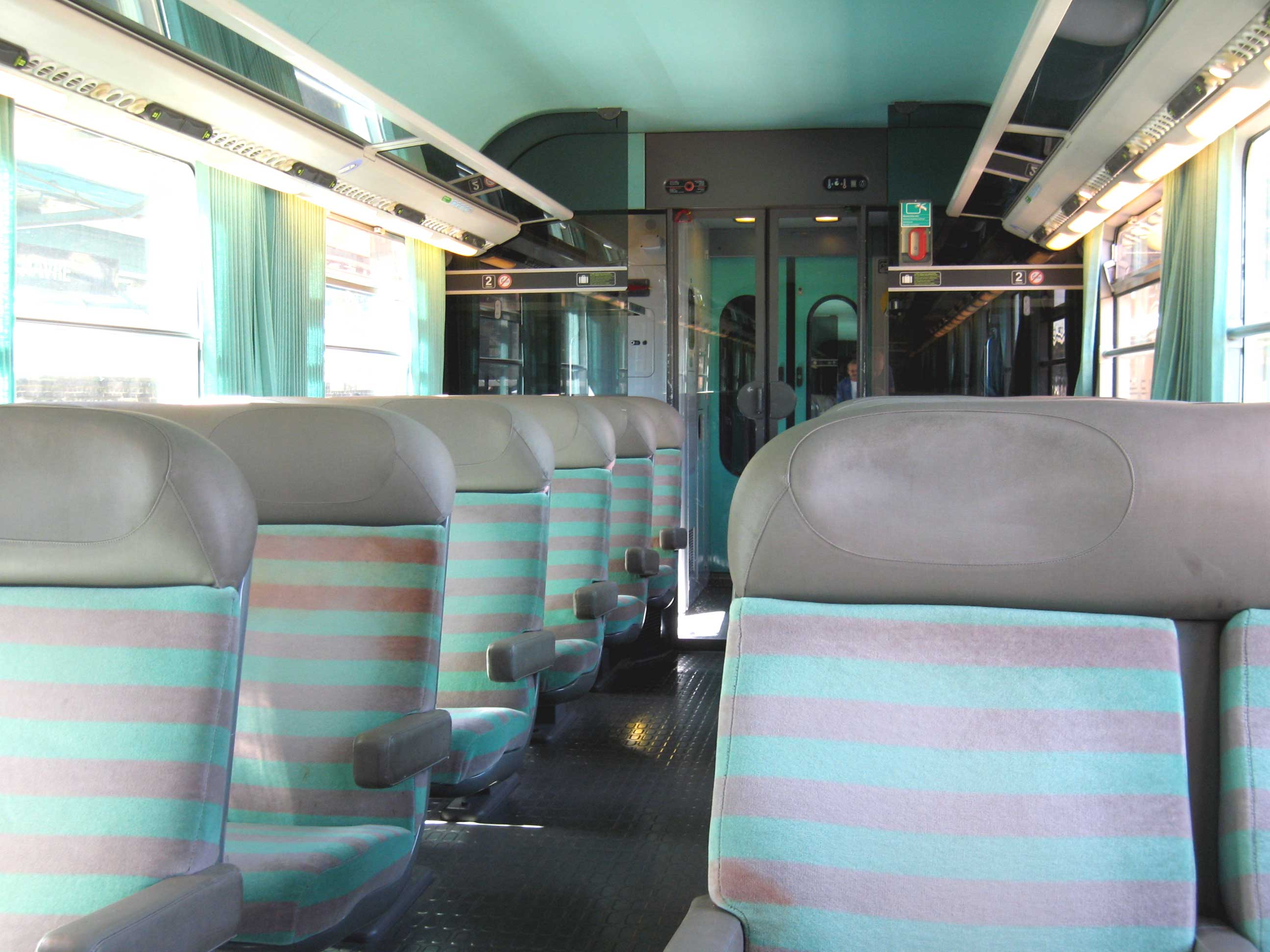
Intérieur d'une voiture Corail +, en.

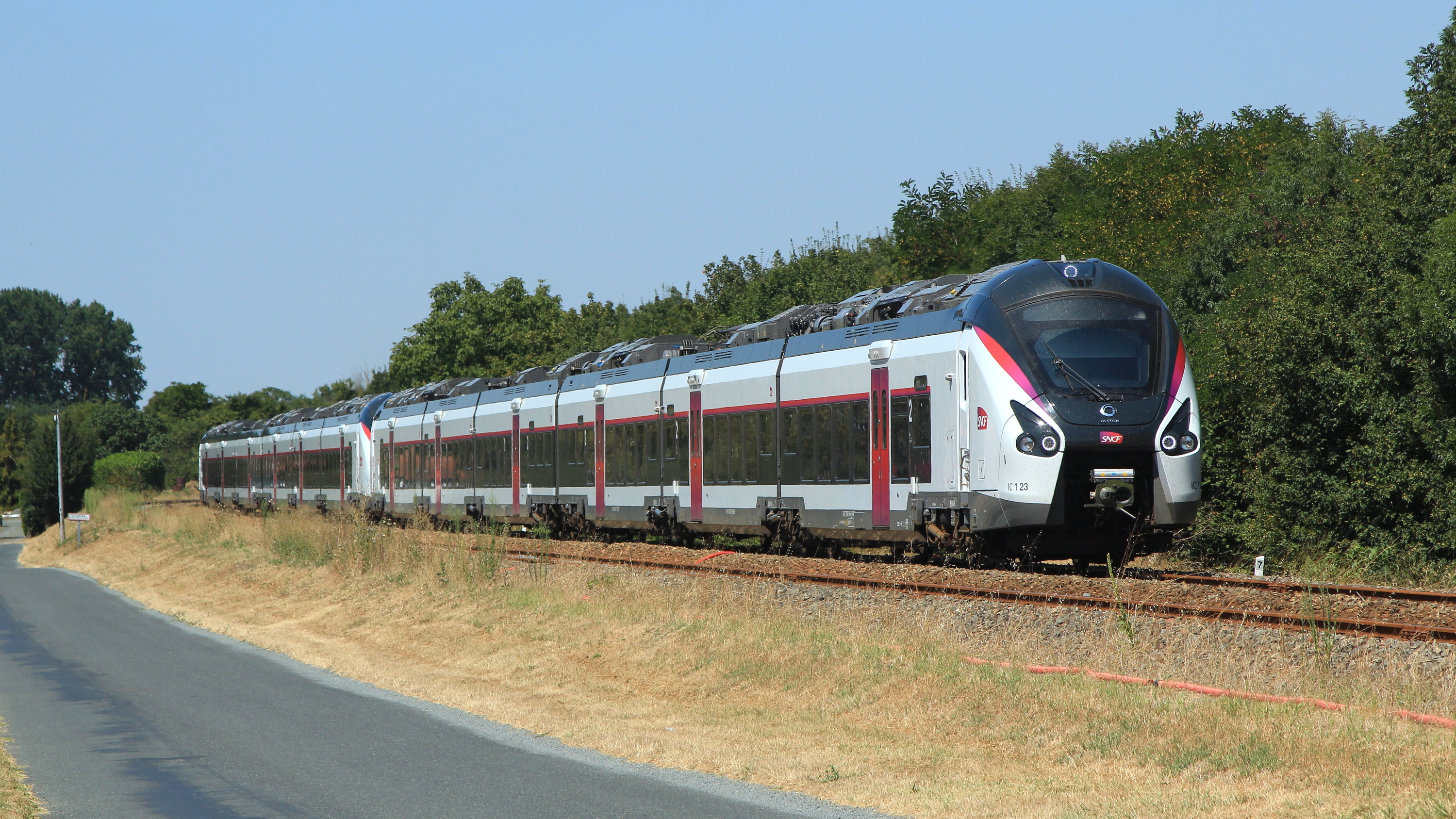
Rames Coradia Liner couplées, assurant un train Nantes – Bordeaux.

La transformation du label Corail Intercités en Intercités vient du fait qu'une partie seulement de ces trains est effectivement assurée avec des voitures Corail, généralement de type Corail + (modernisées entre 1995 et 2000) ou Téoz (grand confort, pour les plus longs parcours, modernisées à partir de 2004), mais également de Corail régionales (plus récemment). Ces voitures sont très majoritairement tractées par des locomotives de types BB 15000, BB 7200, BB 22200 et BB 26000, voire BB 67400 (selon les lignes parcourues).
Des matériels automoteurs, portant parfois la livrée TER, assurent (ou ont assuré) les liaisons Intercités suivantes :
- X 72500 (certaines rames ont été retirées du service) :
  - Bordeaux – Périgueux – Limoges – Guéret – Montluçon – Lyon (desserte suspendue),
  - Nantes – Tours – Bourges – Saint-Germain-des-Fossés – Roanne – Lyon (désormais assurée avec du matériel B 85000),
  - Paris-Montparnasse – Argentan – Granville (desserte reprise par le réseau TER Normandie),
  - Caen – Alençon – Le Mans – Château-du-Loir – Tours (desserte reprise, selon les sections, par les réseaux TER Normandie, TER Pays de la Loire et TER Centre-Val de Loire) ;

- B 82500 : Paris-Est – Culmont-Chalindrey (desserte reprise par le réseau TER Grand Est) ;

- Z 26500 : Paris-Saint-Lazare – Rouen – Le Havre (desserte reprise par le réseau TER Normandie) ;

- X 73500 et B 81500 : Clermont-Ferrand – Millau – Béziers (Aubrac). C'est le service le plus modeste du réseau Intercités, assuré par du matériel omnibus et en seconde classe uniquement.

34 rames Coradia Liner (version bimode à grand parcours, dérivée du Régiolis) ont été commandées en septembre 2013 par le ministère des transports pour renouveler dès 2015 une partie du parc grandes lignes Intercités. Ces rames proposent un confort spécifique en première classe, avec une décoration inspirée du TGV « Lacroix » et des casiers à bagages d'un nouveau type, placés à côté des fauteuils. Elles sont dans un premier temps employées sur des lignes partiellement électrifiées, en l'occurrence Paris-Est – Troyes – Belfort, Paris-Montparnasse – Granville et Bordeaux – Nantes ; la liaison Paris-Nord – Amiens – Boulogne-sur-Mer est par la suite prévue.
Par ailleurs, 40 rames Regio 2N, dites Omneo Premium, ont été commandées par la région Normandie, afin de remplacer les rames Corail des lignes Intercités Paris-Saint-Lazare – Rouen – Le Havre et Paris – Caen – Cherbourg. Le même matériel (mais sans 1re classe) a été commandé par les Hauts-de-France, pour assurer les lignes Paris-Nord – Amiens et Paris – Saint-Quentin. Toutefois, du fait de la reprise de la gestion des lignes précitées par les régions concernées, ces matériels n'y auront jamais circulé en tant que trains Intercités.
Un appel d'offres — marché d'environ 700 millions d'euros — a été lancé fin 2016, en vue d'une commande de 28 rames (aptes à la vitesse de 200 km/h) pour équiper les lignes Paris-Bercy – Nevers – Clermont-Ferrand et Paris-Austerlitz – Les Aubrais – Limoges – Toulouse. Une option, portant sur 75 rames supplémentaires (dont 15 pour équiper la ligne Bordeaux – Toulouse – Marseille), pourrait par la suite être levée. En septembre 2019, SNCF Mobilités annonce privilégier l'offre du constructeur espagnol CAF (dont son usine française de Bagnères-de-Bigorre) par rapport à celle d'Alstom (site de Reichshoffen), ; ce choix est confirmé le 24 octobre de la même année,. Les rames concernées seront appelées « Oxygène » et circuleront à partir de 2027, à la suite de retards de livraison.

## Impact environnemental
D'après une étude réalisée par la SNCF et le cabinet de conseil Carbone 4 dans le cadre de l'accord de Paris, les émissions de dioxyde de carbone par passager d'un train Intercités, circulant sur une ligne électrifiée (cas de Paris – Clermont-Ferrand), sont environ 15 fois moindres que le même trajet effectué en covoiturage et de 5 à 15 fois moindres qu'en autocar.

## Tarification
Tous les trains Intercités, excepté L'Aubrac (Clermont-Ferrand – Béziers), proposent le choix entre la première classe et la seconde classe.
Des cartes de réduction sont disponibles selon les besoins :
- La carte Avantage Week-end : Elle est destinée aux voyageurs de 28 à 59 ans, elle est valable un an et permet d'obtenir des réductions au détenteur et la personne l'accompagnant.
- La carte Avantage Senior : Dès 60 ans, la Carte Senior permet de voyager à prix réduit toute l’année avec jusqu’à 50 % de réduction.
- La carte Avantage Famille : Elle offre des réductions à l’enfant titulaire, de moins de 11 ans, ainsi que jusqu'à quatre personnes l’accompagnant.
- La carte Avantage Jeune : Accessible aux jeunes entre 12 et 27 ans, elle permet d’obtenir des réductions pour tous les voyages.

Par ailleurs, l'abonnement Max Jeune permet la réservation de billets gratuits sur certains trains Intercités.
| Tarif                                   | Condition                                                                 | Billet                                                                                          | Réduction |
| --------------------------------------- | ------------------------------------------------------------------------- | ----------------------------------------------------------------------------------------------- | --- |
| Prem's                                  |                                                                           | échangeable et remboursable, sans réservation mais à utiliser uniquement sur le train choisi    | 30 % (si possession d'une carte Avantage)                                                                                     |
| Happy Hour                              |                                                                           | En vente de J-5 à J-1 sur certains trains en seconde classe. Non échangeable / non remboursable | 50 % |
| Loisir week-end                         | voyager le week-end                                                       |                                                                                                 | |
| Mini-groupe                             | 3 à 6 personnes, voyager le week-end                                      |                                                                                                 | 60 % |
| Découverte                              | Entre 12 et 25 ans ou au moins 60 ans, voyager en période bleue           |                                                                                                 | 25 % |
| Avantage Jeune                          | Avoir entre 12 et 27 ans, acheter la carte pour 49 € valable 1 an         |                                                                                                 | 30 % |
| Avantage Week-End                       | Avoir entre 28 et 59 ans, acheter la carte pour 49 € valable 1 an         |                                                                                                 | 30 % (allers-retours comprenant au moins un jour / une nuit de week-end sur place) 60 % (enfants de 4 à 11 ans accompagnants) |
| Avantage Senior                         | Avoir plus de 60 ans, acheter la carte pour 49 € valable 1 an             |                                                                                                 | 30 % 60 % (Enfants de 4 à 11 ans accompagnants)                                                                               |
| Avantage Famille                        | acheter la carte pour 49 € valable 1 an                                   |                                                                                                 | 30 % (allers-retours comprenant au moins un jour / une nuit de week-end sur place) 60 % (enfant de 4 à 11 ans accompagnants)  |
| Carte Liberté                           | acheter la carte pour 399 € valable 1 an, plus de 4 allers-retours par an |                                                                                                 | 60 % (2de classe sur le tarif Business Première) 45 % (1re classe sur le tarif Business Première)                             |
| abonnement Forfait                      |                                                                           |                                                                                                 | |
| abonnement pour les salariés            |                                                                           |                                                                                                 | |
| abonnement élèves, étudiants, apprentis |                                                                           |                                                                                                 | |
| Familles nombreuses                     |                                                                           |                                                                                                 | selon nombre d'enfants |
| Militaire                               |                                                                           |                                                                                                 | 75 % |
| Famille de Militaire                    |                                                                           |                                                                                                 | 25 % ou 50 % |
| Tarif groupe                            |                                                                           |                                                                                                 | |
| Billet de congé annuel                  |                                                                           |                                                                                                 | |
| Tarif Congrès                           |                                                                           |                                                                                                 | |

L'accès aux trains Paris – Limoges – Toulouse, Paris – Clermont-Ferrand, Bordeaux – Marseille et aux lignes de nuit est soumis à une réservation obligatoire. Les autres lignes ne sont pas à réservation obligatoire, mais cette dernière est recommandée afin de bénéficier d'une place assise garantie.